# Namnlösa sällskapet

Lorentz Dietrichson (1834–1917)

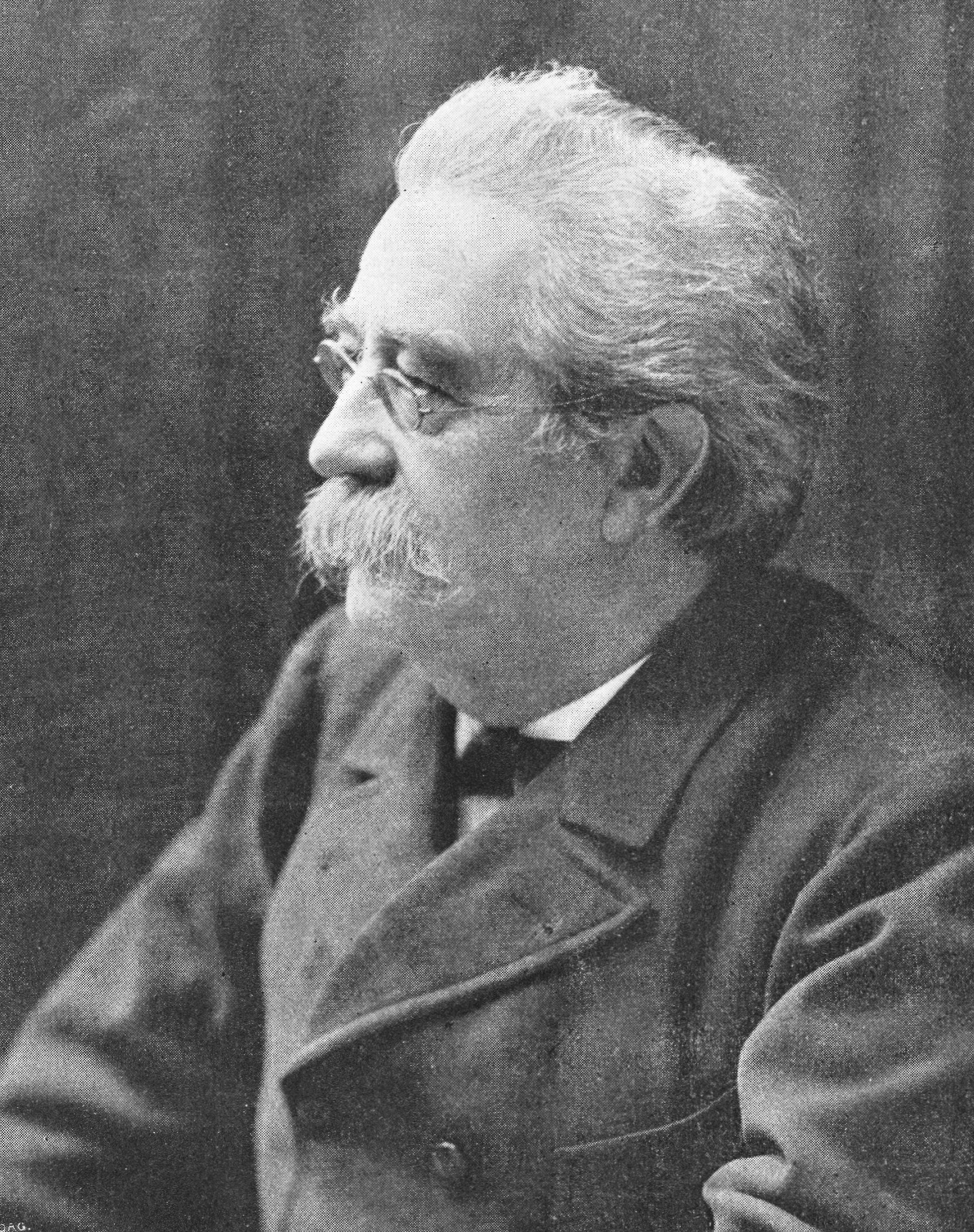
Pelle Ödman (1838–1911)

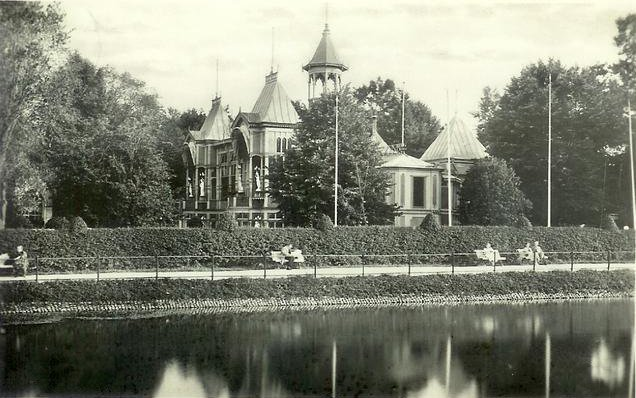
Restaurang Flustret i Uppsala.

Namnlösa sällskapet eller Namnlösa samfundet (N.S.) var ett mindre studentsällskap i Uppsala verksamt under 1860-talet för idkande av vittra "idrotter", huvudsakligen skaldekonst. Kärntruppen utgjordes av de så kallade signaturpoeterna.

## Historia
N.S. stiftades enligt Pelle Ödman den 23 februari 1860 av Lorentz Dietrichson och bestod på delvis olika tider till stor del av män, som sedermera på skilda områden gjort sig bemärkta. Sammankomster hölls titt och tätt hos medlemmar eller på någon restaurang, huvudsakligen "Löfvens källare" och "Flustret". Vid dessa sammanträden fördes protokoll och även ofta mycket lustiga "småprotokoll", som merendels redigerades av Ödman; skaldestycken och berättelser upplästes och kritiserades frimodigt, och satiriska epigram växlades stundom mellan "N.S.-iterna". 
Då samfundets medlemmar successivt lämnade Uppsala och andra ej längre trädde i stället, blev dess liv alltmera tynande. Med år 1867 var N.S. faktiskt upplöst, om också någon enstaka sammankomst hållits därefter, till exempel den tjugufemårsfest, som firades 1885. Jfr N.P. Ödman, "Från ungdomsåren" (i kalendern "Vintergatan", 1894), Dietrichson, "Svundne tider", II (1899; s. 119-192), K. Warburg, "C. Snoilsky", s. 51 ff. (1905), och J. Mortensen, "Från Aftonbladet till Röda Rummet", s. 367 ff (s.å.).

## Estetik
I sin allmänna estetiska läggning ville detta samfund motverka den då härskande svenska efterklangspoesins benägenhet för stora ord och feta fraser; med anklang till bland andra Runeberg och Christian Winther, eftersträvade dess medlemmar en mera okonstlad diktning än dittills i Sverige och åsyftade "en sund realism" – "det sköna genom det sanna" – "L'art pour la vie". Samfundet, av vars medlemmar flera medarbetat i "Isblomman, dikter af Upsala-studenter" (1861), utgav två diktsamlingar: "Sånger och berättelser af Nio Signaturer" (1863) och "Sånger och berättelser af Sju Signaturer" (1865), där framför allt Snoilskys polska frihetssånger, men även Ernst Björcks berättande dikter, Wikners novell "En filosofs morgondrömmar" och andra bidrag vann erkännande och ansågs innebära en poesins förnyelse.

## Medlemmar (och några signaturer)
- Claes Johan Emil Aurell
- Karl Fredrik Berndt von Bergen
- Ernst Daniel Björck – Daniel
- Edvard Bäckström – Edvard
- Julius Centerwall
- Christofer Eichhorn – C-er eller -rn
- Axel Gabriel Engberg – Age eller Egerius[4]
- Anders Flodman – Anders R-n[5]
- Hans Forssell
- Peter August Gödecke – Finn
- Daniel Klockhoff – K.
- Carl Rupert Nyblom – Carlino
- Helena Nyblom[6]
- Anton Ridderstad – Rdd[7]
- Herman Solander
- Carl Snoilsky – Sven Tröst
- Samuel Fredrik August Stiernstedt
- Vilhelm Svedbom – Guiseppe Clarinetti[8]
- Per Fredrik Widmark – märket P.F.W. eller pseudonymen Staffan
- Pontus Wikner – W-r
- Carl David af Wirsén – Kuno
- Nils Petrus Ödman – Pelle
- Carl Östergren – Fjalar